# Линднер, Эрвин
Эрвин Линднер (нем. Erwin Lindner; 7 апреля 1888, Оттобойрен, — 30 ноября 1988, Штутгарт) — немецкий энтомолог, специалист по двукрылым.

## Биография
Эрвин Линднер был сыном управляющего недвижимостью Отто Линднера. В 1913 году после окончания Мюнхенского университета работал ассистентом в «Государственном музее естественной истории Штутгарта», в последующем занимал должности руководителя энтомологическим отделом, консерватора (с 1920 года) и главного консерватора (с 1925 год).Линднер участвовал в нескольких экспедициях или проводил самостоятельные сборы в Далмации, Италии, Испании, Альпах, Гран-Чако, Анатолии, Восточной Африке. Он был членом «Ассоциации отечественного естествознания в Вюртемберге», которой руководил с 1957 по 1960 год. В 1956 году в знак признания заслуг в области диптерологии Эрвин Линднер награждён Немецким энтомологическим обществом медалью Фабрициуса. В 1963 году он избран почетным членом Немецкого энтомологического общества. В 1953 году после его ухода на пенсию работал в музее Людвигсбурге.

## Вклад в науку
Эрвин Линднер, один из ведущих диптерологов в первой половине XX века. Автор более 100 публикаций. Известен основатель и главный редактор многотомного издания «Die Fliegen der palaearktischen Region». Описал около 1000 таксонов двукрылых преимущественно из семейства Stratiomyidae.

## Таксоны названные в честь Линднера
В честь Линднера названы более 100 двукрылых в том числе три рода Lindneria Krober, 1929 (Therevidae), Lindnerina Mannheims, 1965 (Tipulidae), Lindneriola Mesnil, 1959 (Tachinidae). Кроме насекомых в честь Линднера названо растение Aristolochia lindneri A. Berger, 1927 из семейства Кирказноновых.